# Bani Suwajf
Bani Suwajf, Beni Suef (arab. بني سويف) – miasto w środkowym Egipcie, nad Nilem, ośrodek administracyjny muhafazy Bani Suwajf. Leży około 110 km na południe od centrum Kairu.